# Сомко, Надежда Дмитриевна
Надежда Дмитриевна Сомко (Сомко-Макаренко; 15 января 1916 — 1989) — украинская художница, автор картин батально-исторического жанра и иконописных произведений.

## Биография
Родилась и выросла в Конотопе в семье украинской интеллигенции. После начального обучения в родном городе первым художественным успехом и признанием стала высокая оценка её картины «Ярмарка» на выставке работ в Чернигове, которую тогда же приобрел Черниговский государственный музей. Надежда Сомко в 1934—1941 годах овладевала тонкостями художественного мастерства в Харьковском, а затем в Киевском художественных институтах, изучая живопись и архитектуру у выдающихся профессоров В. Кричевского, М. Бурачека, И. Грабовского и других.
Постепенно накапливая знания, формируя мировоззрение и эстетический вкус, она одновременно запечатлевала страшные реалии жизни. — бесчеловечная политика тоталитарного режима в отношении Украины: голодомор, уничтожение украинского крестьянства и интеллигенции.
Перед войной вышла замуж за Сергея Макаренко — художника, искусствоведа. Во время немецкой оккупации (1941—1943) супруги жили в Конотопе, но в конце концов Надежда сознательно выбрала эмиграцию. Находясь в Италии почти 5 лет, Сомко выполняет заказы греческих церквей, рисует иконы. В Югославии оформляет сербскую церковь, занимается станковой живописью, создавая пейзажи, марины, натюрморты.
Впоследствии, вместе с мужем и сыном, переезжает в Аргентину. Её картины украшают музеи Буэнос-Айреса и частные коллекции, она становится членом местного Аргентинского объединения художников. Вскоре решает переехать в США, где в то время образовался широкий круг украинской интеллигенции.
По приезде с 1960 года неустанно и разнопланово работает. Устраивает выставки в Нью-Йорке, Филадельфии, Бостоне, Кливленде, становится членом Объединения украинских художников, обращается к монументализму. Талант архитектора проявился в Надежде Сомко в проектировании в стиле казацкого барокко православной автокефальной церкви св. Апостолов Петра и Павла в доме «Верховина» (1970). Это уникальный случай за всю историю церковного зодчества в то время, когда Божий храм проектировала женщина.

## Живописные произведения
Особое место в творческом наследии художницы занимают полотна, посвященные истории Родины на тематику Киевской Руси и казачества . В Украине самым известным трудом Надежды Сомко стала картина «Бой под Конотопом» .
- «Гетман Иван Мазепа в Св. Софии в Киеве» (1958),
- «Подступает шторм» (1959)
- «Крещение Украины-Руси» (1960)
- «Бой под Конотопом» (1962)
- «Въезд гетмана Богдана Хмельницкого в Киев» (1964)
- «Оборона святыни» (1965)
- «Князь Олег под Царьградом» (1965)
- «Сватовство Анны Ярославны» (1965)
- «Иду на вы» (1966)
- «Праздник в Древнем Киеве» (1966)
- «Тарас Картофель с сыновьями на Сечи» (1970)

### Портретные композиции
- «Анна Ярославна» (1965)
- «Святослав» (1968)